# Karl Oenike

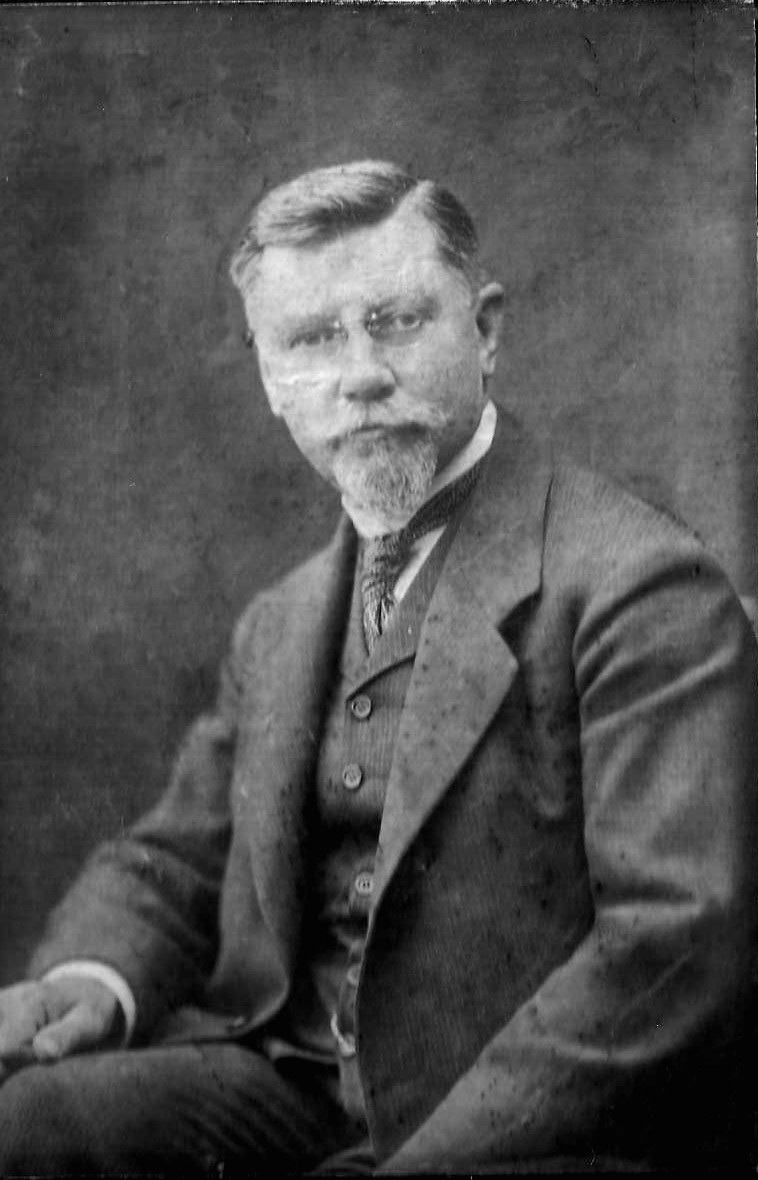
Karl Oenike

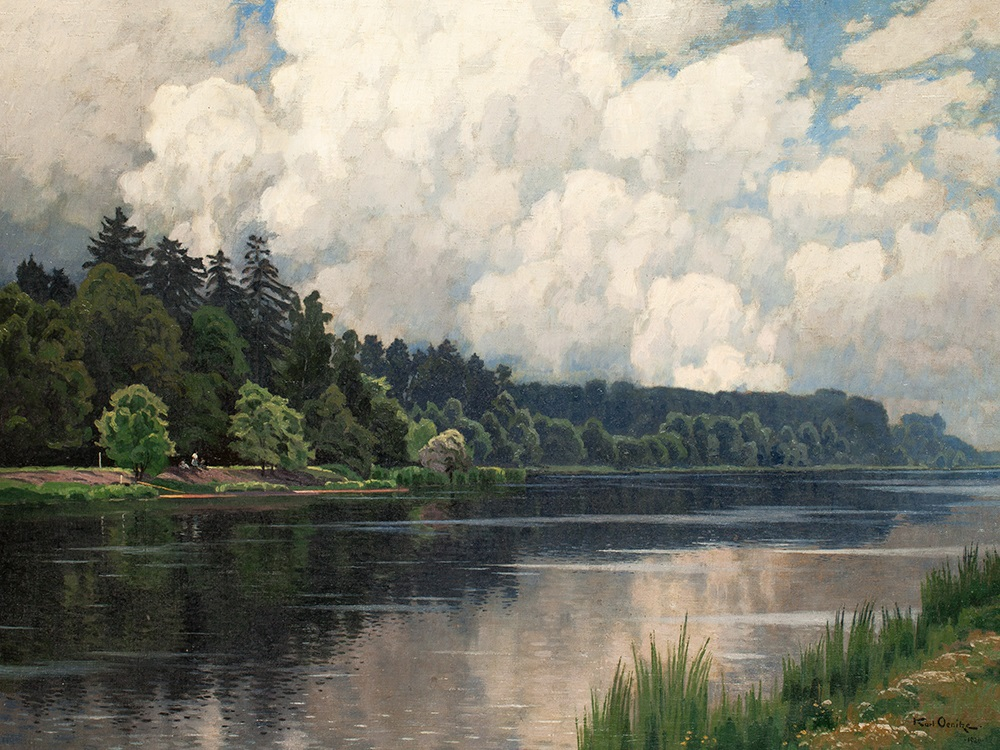
Flusslandschaft

Karl Oenike (* 9. April 1862 in Berlin; † 11. April 1924 ebenda) war ein deutscher Landschaftsmaler und Grafiker, der in den Jahren 1887 bis 1891 an verschiedenen wissenschaftlichen Expeditionen in Südamerika als Maler und Fotograf teilnahm. Er schrieb während dieser Expeditionen detaillierte Tagebücher, fertigte topographische Karten, Zeichnungen, Skizzen, Aquarelle, Ölbilder und Fotos an, die eine wertvolle Perspektive auf diese abgelegenen Regionen und deren Bevölkerungsgruppen gaben. Auch beschrieb er die Schwierigkeiten, die die deutschen Forscher in den 1890er Jahren dort erwarteten.
 „Unter den exotischen Malern gibt es sehr wenige, von deren Arbeiten so viel ‚Waldzauber’ ausgeht.“ – Herman Ten Kate, 1913.

## Leben und Werk
Karl Oenike wurde 1862 in Berlin geboren. Er studierte von 1879 bis 1886 an der Berliner Kunstakademie unter Eugen Bracht, der zu dieser Zeit ein angesehener Landschaftsmaler der „orientalischen Motive“ war und Zeichenkunst bei Hans Meyer.
Im Jahre 1887 wurde er von Ludwig Brackebusch eingeladen zur Teilnahme an einer geographischen und geologischen Expedition zur Vermessung der Anden. Die Expedition sollte von der Provinz San Juan bis nach Salta im Nordwesten Argentiniens gehen. Später unternahm er weitere Expeditionen nach Salta, Paraguay und Brasilien. Seine Reisen im Nordosten Argentiniens beschrieb er in (bisher unveröffentlichten) Tagebüchern, weitere Themen der Reisen in Südamerika hat er in kurzen Essays veröffentlicht.
Während seines Aufenthalts in Buenos Aires, Argentinien, traf er Wilhelmine Fehling, die er im Jahr 1891 heiratete. Nach Deutschland zurückgekehrt, ließen sie sich in Berlin nieder. Sie hatten vier Töchter, Charlotte, Marie Henriette, Wilhelmine und Gertrud Luise Irmgard.

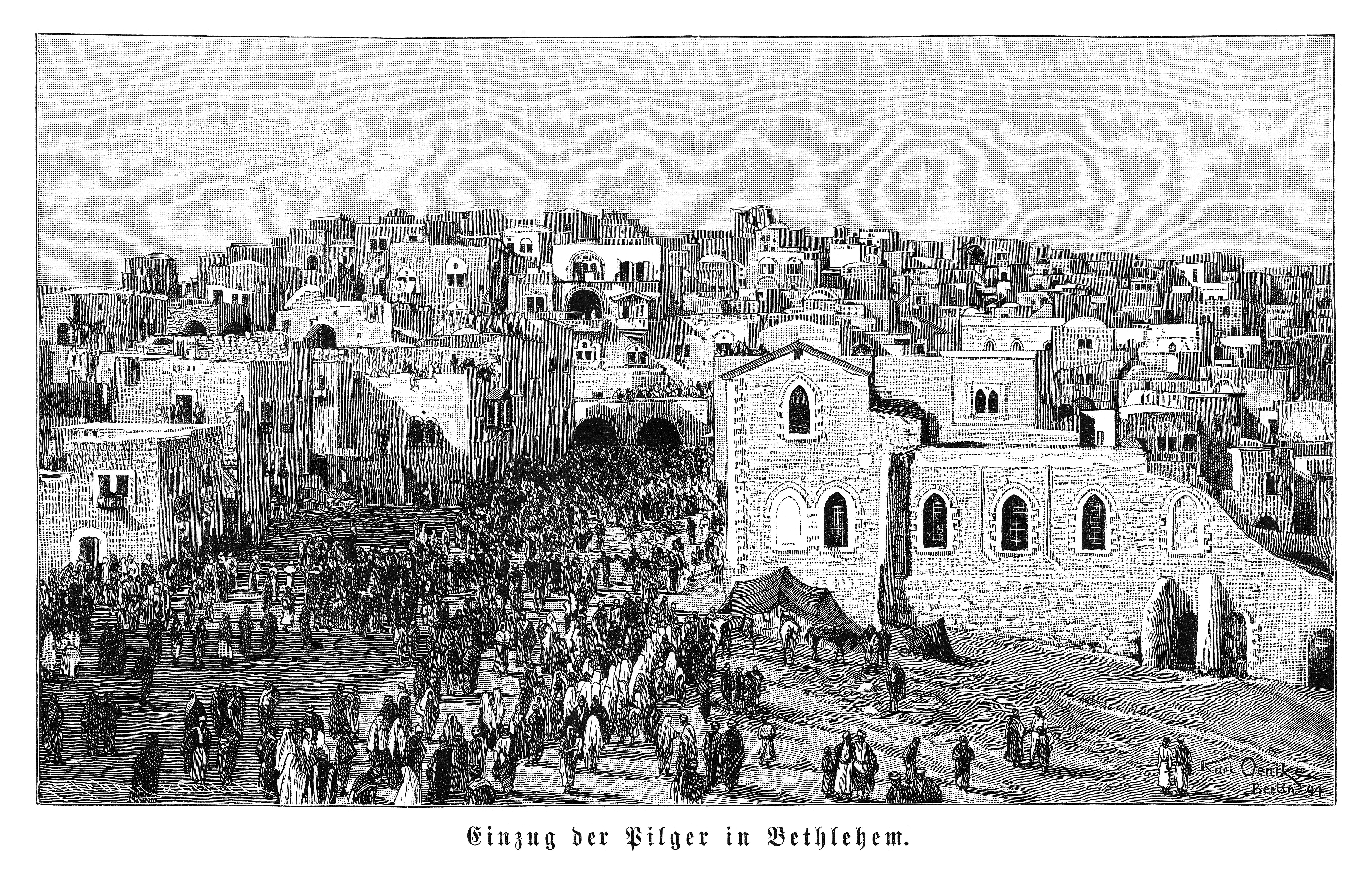
Einzug der Pilger in Bethlehem, 1894

Nach seiner Rückkehr verfolgte Karl Oenike eine Karriere als Landschaftsmaler, vor allem in Nordeuropa. Er wurde beauftragt, Schlösser und Landschaften zu malen und historische Szenen zu reproduzieren. Er nahm an verschiedenen Ausstellungen teil. Oenike war ein sehr produktiver Künstler, der unter Verwendung verschiedener Techniken, wie etwa Radierung, Aquarell oder Ölgemälde, arbeitete. Sein bekanntestes Werk ist „Einzug der Pilger“, eine Radierung, die den Einzug von Pilgern in die Stadt Bethlehem um 1894 darstellt. Diese Arbeit war sehr populär und wurde in verschiedenen Publikationen wiedergegeben. Der größte Teil seiner Arbeit war aber die Landschaftsmalerei, in der er seine „persönliche Vision der Natur“ darstellte.
Aber auch seine Zeit in den südlichen Regionen von Südamerika „belegt eine sehr wichtige Position, ja, einen guten Teil seines Lebenswerkes“. Er veröffentlichte in populären Zeitschriften mehrere Artikel über Themen seiner Reisen in Argentinien und Paraguay, von denen einige in der Bibliothek der Gesellschaft für Erdkunde in Berlin sowie im Ibero-Amerikanischen Institut in Berlin zu finden sind. Seine Zeichnungen, Stiche und Fotos erschienen in verschiedenen Werken über Südamerika und ein Großteil dieser Werke befindet sich im Linden-Museum in Stuttgart. Oenike war Mitglied im „Verein Berliner Künstler“, in der „Freien Vereinigung der Graphiker zu Berlin“ sowie im „Verband Deutscher Illustratoren“ Berlin.
Karl Oenike starb am 11. April 1924 im von 62 Jahren.

## Expeditionen
- 1888 Geologische Expedition in der Andenregion von Argentinien, geleitet von Ludwig Brackebusch. Sie führte in die Provinzen San Juan, La Rioja, Catamarca, Jujuy und Salta
- 1888 eigene Expedition nach Salta
- 1889 Expedition nach Paraguay, wo er Dr. Paul Jordan, einen österreichischen Ethnologen, traf, mit dem er die Ersteigung des Cerro Tatuy unternahm, um Guayaki-Indianer aufzufinden, eine der letzten existierenden Steinzeitgruppen[9]
- 1891 Reise nach Brasilien

## Zeichnungen in Publikationen
- Ludwig Brackebusch: Die Kordillerenpässe zwischen der Argentinischen Republik und Chile. In: Zeitschrift der Gesellschaft für Erdkunde. Band 27, W. H. Kühl, Berlin 1892 (digizeitschriften.de).
- Ludwig Brackebusch: Das Bergmannsleben in der Argentinischen Republik. In: Westermanns Monatshefte. Band 75, März 1894, S. 749–771 mit 15 Zeichnungen von K. Oenike.
- Karl Oenike: Leben und Treiben auf den Steppen und in den Saladeros Südamerikas. In: Illustrierte Zeitung (Leipzig). Nr. 2658 (1894), S. 623–627
- Ein Ausflug in Paraguay. In: Vom Fels zum Meer. 15/1 (1896), S. 122–129
- Skizzen aus Argentinien. In: Vom Fels zum Meer. 1896, 14 Seiten inkl. 20 Zeichnungen, S. 109–115
- Skizzen aus Paraguay. In: Über Land und Meer. Nr. 87 Jhg 44/14 (1902), S. 227–229
- Kakteen Landschaft in Argentinien. In: Illustrierte Welt. 50/26 (1902), S. 609
- Paul Ehrenreich: Neue Mitteilungen ueber die Guayaki (Steinzeitmenschen) in Paraguay. In: Globus – Illustrierte Zeitschrift für Länder- und Völkerkunde. Band LXXIII, Nr. 5, S. 1–6, F. Vieweg & Sohn, Braunschweig 1898, enthält eine Zeichnung von K. Oenike (digi-alt.ub.hu-berlin.de).
- Moritz Kronfeld: Bilder-Atlas zur Pflanzengeographie. Bibliographisches Institut, Leipzig & Wien 1908, enthält Zeichnungen von K. Oenike (archive.org).
- Herman Ten Kate: Exotisme in de Kunst. In: Elsevier Geïllustreerd Maandschrift. Jahr XXIII, T. XLVI (Juli bis Dezember 1913), Amsterdam (elseviermaandschrift.nl).
- Roberto Liebenthal und Übersetzungen verschiedener K.Oenike Artikel von Regula Rohland und Beatriz Romero - "Johann Karl Oenike (1862–1924) Testimonios", p.89-145, Cuadernos del Archivo, Año VI.2, Nbr.11/12 (2022), Buenos Aires, Argentina
- Wilhelm Sievers - "Süd- und Mittelamerika", 3. Auflage, Bibliographisches Institut, Leipzig und Wien 1914, enthält Zeichnungen von K.Oenike auf Seiten 231, 241 und 373.

## Werke (Auswahl)
Ein Werkverzeichnis existiert nicht, die folgenden Werke wurden auf den Ausstellungen der Kgl. Akademie der Künste zu Berlin und den Großen Berliner Kunstausstellungen gezeigt:
- 1892 Palmenlichtung im Urwald von Paraguay; Tropennacht (Motiv aus Brasilien); In den Cordilleren von Argentinien[10]
- 1893 In den Bergen von Cordoba in Argentinien; Der Baa-See bei Freienwalde
- 1894 Indianische Opferstätte, Argentinien (Abb. im Katalog); Das Isartal bei Tölz; Tropenabend in Paraguay
- 1895 Oberbayrisches Moor bei Tölz; Tropenmärchen; Winterlandschaft (Radierung)
- 1896 Tropenwald; Brasilianischer Bergsee (Abb. im Katalog);[11] Grossglockner mit Pasterze (Radierung)
- 1897 Der Niederwald; Stolzenfels (Radierungen)
- 1898 Abenddämmerung (Abb. im Katalog); Abendruhe
- 1899 Der Weg zum Quell, Argentinien (Abb. im Katalog)
- 1900 Der Haidebach
- 1901 Stahleck; Friedenskirche mit Mausoleum Kaiser Friedrichs; An der Mosel (Zeichnungen)
- 1902 Waldeinsamkeit; Die Anbetung; Fünf Uhr nachmittags
- 1903 Sommerabend; Spätherbst; Feiertag
- 1905 Die wüste Kirche zu Fürstlich-Drehna in der Niederlausitz
- 1906 Romantik; Morgenstimmung; Spätnachmittag (Radierung); Gondorf; Müden; Ruine Wildenburg; Cochem; Trarbach; Burg Elz; Ruine Ehrenberg (7 Aquarelle von der Mosel); Architekturstudien aus der Provinz Brandenburg
- 1908 Abendstimmung; Märkische Dorfkirche
- 1909 Im Urwald von Südamerika (Zeichnung); Bismarckdenkmal in Hamburg (Zeichnung); Heidekraut; Heidelandschaft; Am Bach
- 1910 Märkische Landschaft; Nach Sonnenuntergang, Spreewald; Heidedorf nach Sonnenuntergang (Aquarell)
- 1911 Auf den Dünen (Aquarell); Eichen im Spätherbst (Zeichnung); Am Habichtswald bei Cassel
- 1912 Im Edertal (Tempera); Die Hellenwarde bei Fritzlar (Tempera)
- 1913 Aus Hain im Riesengebirge (Öltempera); Am Mosenberger Moor in der Eifel (Öltempera); Niederwalddenkmal (Radierung)
- 1914 Tannen im Hochmoor, Isergebirge; Hochmoor im Isergebirge; Aus Luckau in der Niederlausitz (Radierung); Einsamkeit (Aquarell); Abend am Eifelmaar (Aquarell)
- 1916 Zerstörte Kirche in Hattonchateltal; Trommelfeuer am Fort Lionville; Die Rue des Bains in St. Mihiel (Aquarell); Aus dem verlassenen Varneville (Aquarell)
- 1924 Dorf Schönborn in der Niederlausitz; Die Kirche in Schönborn in der Niederlausitz

Die weiteren Titel wurden den Katalogen von Auktionshäusern entnommen:
Der Einzug der Pilger; Flusslandschaft; Sommersee mit Lilien und Schilf; Botanischer Garten - Rio de Janeiro; Landschaft mit Fluss und Personen; Französische Flusslandschaft mit Person; Personen in paraguayischer Landschaft; Alte Eichen; Bayerisches Moor; San Bernardino und der Ypacari-See in Paraguay; Landschaft in Argentinien, Landschaft mit Personen (Motiv aus Argentinien); Oberburg Manderscheid; Wilhelm Tell, 1895; Am Waldsaum; Waldlichtung; Pappeln am Menkiner See; Bispingen, Feldweg auf einer Bergkuppe und Bauernhaus; Dorfschmiede von Menkin in der Uckermark; Schloss Dyck; An der Isar bei Bad Tölz, 1886; Weite Herbstlandschaft in der Mark; Heidelberg, Blick von der Neuenheimer Landstrasse auf die Alte Brücke, Heiligengeistkirche und Schloss, 1884

## Ausstellungen (Auswahl)
- 1891 Südamerika. Bilder und Studien. Collectivausstellung bei Gurlitt. Berlin. Ausstellungskatalog Gurlitt
- 1892 63. Ausstellung der Kgl. Akademie der Künste zu Berlin
- 1893–1924 regelmäßige Teilnahme an den Großen Berliner Kunstausstellungen
- 1892 28. Große Gemäldeausstellung, Kunstverein Bremen
- 1893 Deutsche Kunstabteilung, Chicago World Exhibition
- 1894 29. Große Gemäldeausstellung, Kunstverein Bremen
- 1896 30. Große Gemäldeausstellung, Kunstverein Bremen
- 1902 Thüringer Ausstellungsverein Bildender Künstler, Jena,
- 1912 Kunstverein Wiesbaden, Ausstellung Internationaler Graphik des 19. Jahrhunderts